# Fritz Rhein
Fritz Rhein (* 20. März 1873 in Stettin; † 30. Juni 1948 in Freckenhorst) war ein deutscher Maler.

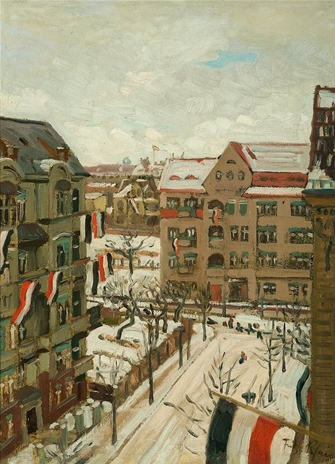
Winterliche Straßenszene (1915)

## Leben
Er studierte zunächst an der Akademie in Kassel und wechselte dann an die Münchner Akademie. 1899 wurde er mit dem Rompreis der Berliner Akademie ausgezeichnet. Fritz Rhein war Mitglied der Berliner Secession und der Münchner Sezession und gehörte zu den Künstlern, die sich 1914 von der Berliner Secession abgespalten hatten. Im März 1914 gründeten die Ausgetretenen die bis 1924 bestehende Freie Secession mit Max Liebermann als Ehrenpräsidenten.
Während des Ersten Weltkriegs arbeitete er an der Kriegszeit mit, das neben dem Nachfolgeblatt Der Bildermann zu den bedeutendsten Künstlerflugblättern des Ersten Weltkriegs zählte. Er war Landschaftsmaler und Porträtmaler, unter anderem porträtierte er 1923 Adolf von Harnack. Er lehrte in Berlin, eine seiner Schülerinnen war Anna Dräger-Mühlenpfordt.
Im NS-Staat war Rhein ein angesehener Künstler. Er war auf den Großen Deutschen Kunstausstellungen im Münchner Haus der Deutschen Kunst mit insgesamt 13 Bildern vertreten, darunter ein Porträt des Generalfeldmarschalls August von Mackensen. 1943 erhielt er die Goethe-Medaille für Kunst und Wissenschaft. In der Endphase des Zweiten Weltkriegs nahm ihn Adolf Hitler im August 1944 in die Gottbegnadeten-Liste der wichtigsten Kunstmaler auf, was ihn von einem Kriegseinsatz, auch an der Heimatfront befreite.
Fritz Rhein war Mitglied im Deutschen Künstlerbund.